# Oraldo Britos
Oraldo Norvel Britos (Villa Mercedes, 24 de marzo de 1933–Buenos Aires, 7 de septiembre de 2023) fue un político y sindicalista argentino, que se desempeñó en diversas oportunidades como senador y diputado nacional por la provincia de San Luis. Fue ministro de Trabajo de la Nación durante siete días designado por Adolfo Rodríguez Saá entre el 23 y 30 de diciembre de 2001. Se desempeñaba como Director Ejecutivo de la Escuela Político Sindical «Lorenzo M. Miguel» de la Unión Argentina de Trabajadores Rurales y Estibadores.

## Biografía
Fue empleado ferroviario y como tal integró el sindicato de la Unión Ferroviaria, donde ocupó varios cargos, además de en otras organizaciones sindicales. Comenzó su militancia en el partido Justicialista en su adolescencia, y fue candidato a concejal e Intendente de Mercedes, pero fue proscripto.
Dentro del Partido Justicialista, Britos se identificó con el peronismo ortodoxo, impulsó la ley 25.191, sancionada en noviembre de 1999, por la cual se creó el RENATRE (Registro Nacional de Trabajadores Rurales y Empleadores), y la Libreta del Trabajador Rural.
Fue Senador Nacional por San Luis entre 1973 y 1976, y entre 1983, reelecto en 1986, hasta 1995. En 1999 fue elegido Diputado Nacional, y fue reelecto en 2001 desempeñándose hasta 2003 como tal. Fue Vicepresidente de la Cámara de Diputados de la Nación en este último período. También fue interventor del Partido Justicialista de San Luis y Misiones.
A lo largo de su carrera, Britos fue conocido por su lealtad a los principios fundacionales del peronismo y por mantener fuertes vínculos con las estructuras sindicales tradicionales. Fue una figura constante en la defensa de los derechos laborales y del rol del movimiento obrero en la vida política argentina.
Britos también representó a la Argentina en diversos foros laborales internacionales, entre ellos varias sesiones de la Organización Internacional del Trabajo (OIT) en Ginebra, demostrando su compromiso con los derechos laborales a nivel nacional e internacional.